# Rivière Musquash
Le Musquash est une rivière du Nouveau-Brunswick. Elle possède un large estuaire où elle se déverse la baie de Fundy à Gooseberry Cove. Elle compte deux branches, soit la Branche Ouest et la Branche Est. La Branche est compte deux barrages hydroélectriques. La Branche Est prend sa source dans le Loch Alva. La Branche Ouest prend sa source dans la forêt au sud de Clarendon, passe par les le lac Sherwood, la vallée des Diamants et ses rapides, le réservoir de la Branche Ouest et finalement conflue avec la Branche Est à Musquash. Les deux branches traversent des régions sauvages et les seules communautés le long de leur rives se trouvent dans la paroisse de Musquash, à l'embouchure.
L'estuaire est protégé par la zone de protection marine de l'estuaire de la Musquash.